# Aleksander Szymański (generał)
Aleksander Szymański (ur. 1948) – polski strażak, nadbrygadier Państwowej Straży Pożarnej.

## Życiorys
Był między innymi zastępcą komendanta wojewódzkiego straży pożarnych w Toruniu, komendantem wojewódzkim Państwowej Straży Pożarnej w Toruniu oraz  w latach 1995–1999 zastępcą komendanta głównego Państwowej Straży Pożarnej.